# My Astro至尊流行榜颁奖典礼
My Astro至尊流行榜颁奖典礼（英語：My Astro Music Awards），是一年一度的马来西亚华人大型中文音乐颁奖典礼，由My FM电台与Astro电视台共同於2009年创办。来自中、台、港、马、新、泰的歌手在颁奖典礼上角逐各个奖项，包括25首至尊金曲奖。此节目会在Astro AEC和Astro全佳HD电视頻道上现场直播，並在My FM电台现场转播，让全马来西亚观众们可以目睹或收听颁奖典礼的直播。最终因为收听率及收视率惨淡，2013年为最后一届颁奖典礼，落魄落幕。

## 大会司仪
| 届 | 日期          | 場地                 | 大會司儀                       |
| -- | ------------- | -------------------- | ------------------------------ |
| 1  | 2010年1月23日 | 雲頂雲星劇場         | 林德荣、尹汇芬、陈志康、邱文博 |
| 2  | 2011年3月26日 | 雲頂雲星劇場         | 林德荣、尹汇芬、陈志康、邱文博 |
| 3  | 2012年3月17日 | 雲頂雲星劇場         | 林德荣、尹汇芬、陈志康、邱文博 |
| 4  | 2013年4月14日 | 武吉加里尔亚通体育馆 | 林德荣、尹汇芬、陈志康、邱文博 |

## 奖项名称

### 2010年第一届
| - 至尊單曲：劉界輝 - 下半生 - 至尊大馬電視原創歌曲：東於哲 - 厚臉皮《逆風18》 - 至尊MV：梁文音 - 最幸福的事 - 至尊人氣歌手：張棟樑 - 至尊嘻哈/饒舌：農夫 - 歡天喜地 - 至尊搖滾：蕭敬騰 - 王妃 - 至尊情歌：徐佳瑩 - 失落沙洲 - 至尊合唱曲：泳兒、海鳴威 - 我的回憶不是我的 - 至尊舞曲：蔡依林 - 大丈夫 - 至尊男新人（大馬）：東於哲 - 至尊女新人（大馬）：Suki劉紓予 - 至尊男新人（海外）：紀佳松 - 至尊女新人（海外）：徐佳瑩 - 至尊組合/樂團（金）：蘇打綠 - 至尊組合/樂團（銀）：農夫 - 至尊組合/樂團（銅）：東於哲 - 至尊創作歌手：方大同 - 至尊專輯：方大同 - 橙月 - 至尊男歌手（大馬）：張棟樑 - 至尊女歌手（大馬）：梁靜茹 - 至尊男歌手（海外）：陳奕迅 - 至尊女歌手（海外）：謝安琪 - 至尊年度大奬：陳奕迅 － 於心有愧 | - 至尊金曲20 - 方大同《為你寫的歌》 - 張棟樑《沉默的瞬間》 - 梁靜茹《情歌》 - 謝安琪《年度之歌》 - 蔡依林《大丈夫》 - Tank《如果我變成回憶》 - 張智成《暗戀》 - 張敬軒《披星戴月》 - 陳奕迅《于心有愧》 - 蕭敬騰《王妃》 - 潘瑋柏《雙人舞》 - 東于哲《太陽雨》 - 張棟樑《低調》 - 陳勢安《天后》 - 陳奕迅《七百年后》 - 徐佳瑩《失落沙洲》 - 蔡旻佑《寂寞，好了》 - 張智成《迷魂陣》 - 梁文音《愛一直存在》 - 蘇打綠《狂熱》 |

### 2011年第二届
| - 至尊情歌：田馥甄《寂寞寂寞就好》 - 至尊摇滚：神木与瞳《守护者》 - 至尊单曲：刘佩芯、陈慧莹《彩虹的家》 - 至尊偶像新力军（大马）奖：刘界辉 - 至尊偶像新力军（海外）奖：AK - 至尊电视原创歌曲：丁当《我爱他》（下一站，幸福） - 至尊MV：田馥甄《你太猖狂》 - 至尊新人（大马）：赖力豪 - 至尊新人（海外）：黄鸿升 - 至尊大跃进歌手（大马）：朱浩仁 - 至尊大跃进歌手（海外）：吴彤 - 至尊专业表现大奖：飞轮海 - 至尊创作男歌手：王力宏 - 至尊创作女歌手：徐佳莹 - 至尊组合/乐团（金）：飞轮海 - 至尊组合/乐团（银）：神木与瞳 - 至尊组合/乐团（铜）：AK - 至尊舞曲：蔡依林 - 至尊人气歌手奖：东于哲 - 至尊全新演绎大奖：丁当《我是一只小小鸟》 - 至尊演绎歌手：陈奕迅 - 全台主持联颁至尊歌手（大马）：东于哲 - 全台主持联颁至尊歌手（海外）：蔡依林 - 至尊合唱曲：王明丽、陈凯旋《立场》 - 至尊专辑：陈奕迅 - 至尊制作人：王力宏 - 至尊男歌手（大马）：曹格 - 至尊女歌手（大马）：王明丽 - 至尊男歌手（海外）：王力宏 - 至尊女歌手（海外）：蔡依林 - 至尊年度大奖：王力宏 | - 至尊金曲25 - 黄鸿升《地球上最浪漫的一首歌》 - 丁当《我爱他》 - 林宥嘉《说谎》 - 陈威全《再见单身》 - 曹格《爷爷》 - 林俊杰《背对背拥抱》 - 王力宏《你不知道的事》 - 梁文音《哭过就好了》 - 罗忆诗《Desperado》 - 周杰伦《超人不会飞》 - 蔡依林《美人计》 - 陈奕迅《陀飞轮》 - 李圣杰《切歌》 - 东于哲《爱的奇迹》 - 曾国珲《如果能重新恋爱》 - 田馥甄《寂寞寂寞就好》 - 朱浩仁《好人卡》 - 王力宏《伯牙绝弦》 - 徐佳莹《惧高症》 - 蔡依林《玩爱之徒》 - 飞轮海《太热》 - 神木与瞳《宽恕》 - 谢安琪《脆弱》 - 黄威尔《爱与不爱》 - 飞轮海《心疼你的心疼》 |

### 2012年第三届
| - 至尊单曲：陈势安/Bii《势在必行》 - 至尊合唱曲：钟舒漫/洪卓立《傻瓜》 - 至尊情歌：梁静茹《你会不会》 - 至尊舞台表现大奖：潘玮柏 - 至尊全新演绎大奖：马嘉轩《认错》 - 全台主持联颁至尊专辑演唱奖：杨宗纬《原色》 - 至尊新人（大马）：李佳薇、钟瑾桦、张诒博 - 至尊新人（海外）：柯震东、胡夏、炎亚纶 - 至尊MV：梁文音《情人知己》 - 至尊电视原创歌曲：郁可唯《指望》（犀利人妻） - 至尊电影原创歌曲：胡夏《那些年》 - 至尊大跃进男歌手（大马）：陈势安 - 至尊大跃进女歌手（大马）：马嘉轩 - 至尊大跃进男歌手（海外）：林宥嘉 - 至尊大跃进女歌手（海外）：郁可唯 - 至尊组合/乐团（金）：Twins - 至尊组合/乐团（银）：AK - 至尊组合/乐团（铜）：By2 - 至尊创作歌手：严爵 - 至尊人气歌手：李佳薇 - 至尊制作人：纪佳松 - 至尊演绎男歌手（大马）：张智成 - 至尊演绎女歌手（大马）：梁静茹 - 至尊專業表現大獎 （大马）：東于哲 - 至尊演绎男歌手（海外）：林宥嘉 - 至尊演绎女歌手（海外）：丁当 - 至尊專業表現大獎 （海外）：Twins - 全台主持联颁至尊歌手（大马）：张栋梁 - 全台主持联颁至尊歌手（海外）：潘玮柏 - 至尊专辑：张智成《你爱上的》 - 至尊女歌手（大马）：梁静茹 - 至尊男歌手（大马）：张栋梁 - 至尊女歌手（海外）：丁当 - 至尊男歌手（海外）：潘玮柏 - 至尊年度大奖：张栋梁《别再惊动爱情》 | - 至尊金曲25 - 陈奕迅《苦瓜》 - 张栋梁《别再驚動愛情》 - 杨宗纬《那个男人》 - 纪佳松《金鱼的眼泪》 - 梁文音《情人知己》 - 梁静茹《你会不会》 - 张智成《金玉良言》 - 李佳薇《分隔线》 - Twins《3650》 - 陈奕迅/王菲《因为爱情》 - 潘玮柏《我们都怕痛》 - 炎亚纶《下一个我》 - 田馥甄《还是要幸福》 - 东于哲《《最最喜欢你》 - 吴彤/罗忆诗《相爱不到老》 - 钟瑾桦《你不在》 - 陈势安/Bii《势在必行》 - 丁当《一半》 - 严爵《好的事情》 - 钟舒漫/洪卓立《傻瓜》 - 林宥嘉《想自由》 - 张诒博《读心术》 - Olivia Ong《海枯石烂》 - 廖语晴《爱哦爱》 - AK《李小龙》 |

### 2013年第四届
| - 至尊单曲：颜慧萍&赵洁莹《BFF》 - 至尊情歌：范玮琪《最亲爱的你》 - 至尊舞曲：蔡旻佑《超级右脑》 - 至尊潜力全方位发展艺人奖（大马）：张诒博 - 至尊潜力全方位发展艺人奖（海外）：倪安东 - 至尊全新登场歌手：叶俊亨 - 至尊大跃进男歌手（大马）：张起政 - 至尊大跃进女歌手（大马）：苏盈之 - 至尊大跃进男歌手（海外）：潘裕文 - 至尊大跃进女歌手（海外）：黄美珍 - 至尊组合（大马）：东于哲 - 至尊组合（海外）：S.H.E - 至尊舞台表现大奖（大马）：何志健 - 至尊舞台表现大奖（海外）：潘玮柏 - 至尊MV：倪安东《一觉醒来》 - 至尊创作男歌手（大马）：陈威全 - 至尊创作女歌手（大马）：Bell宇田 - 至尊创作男歌手（海外）：蔡旻佑 - 至尊创作女歌手（海外）：曲婉婷 - 至尊演绎男歌手（大马）：林健辉《内伤》 - 至尊演绎女歌手（大马）：马嘉轩《相信着》 - 至尊演绎男歌手（海外）：陈奕迅《碌卡》 - 至尊演绎女歌手（海外）：郁可唯《失恋事小》 - 至尊新人（大马）：Fuying & Sam、 颜慧萍&赵洁莹、陈珂冰 - 至尊迷你专辑：Ella陈嘉桦《我就是...》 - 至尊年度推荐歌手大奖（大马）：Alvin钟瑾桦 - 至尊年度推荐歌手大奖（海外）：潘裕文 - 至尊年度专业表现大奖（大马）：陈威全 - 至尊年度专业表现大奖（海外）：AK - 至尊电影歌曲（大马）：Bell宇田《带我走》（电影：纸月亮） - 至尊电影歌曲（海外）：Ella陈嘉桦《坏女孩》（电影：女孩坏坏） - 至尊年度进榜最久冠军歌曲：郁可唯《失恋事小》 - 至尊专辑：林宥嘉《大小说家》 - 至尊全台主持联颁男歌手：潘玮柏 - 至尊全台主持联颁女歌手：Ella陈嘉桦 - 至尊年度歌曲大奖：曲婉婷《我的歌声裡》 - 至尊女歌手（大马）：梁静茹 - 至尊男歌手（大马）：林健辉 - 至尊女歌手（海外）：范玮琪 - 至尊男歌手（海外）：陈奕迅 | - 至尊金曲25 - 陈威全《滥好人》 - 曲婉婷《我的歌声里》 - 钟瑾桦《可惜不是你》 - 郁可唯《失恋事小》 - 可晴《收留》 - 梁静茹《偶阵雨》 - 林健辉《不够狠》 - 潘玮柏《不想醒来》 - 陈奕迅《碌卡》 - 宇田《雨是甜的》 - AK《遇见幸福》 - 范玮琪《最亲爱的你》 - 陈嘉桦《厚脸皮》 - 张诒博《傻游戏》 - 陈珂冰《冰山一角》 - 黄美珍《途中》 - 蔡旻佑《怎么爱你都不够》 - 张起政《说爱你》 - 林宥嘉《诱》 - 东于哲《一点点》 - 倪安东《失败的分手》 - Fuying & Sam《分开以后》 - 颜慧萍 & 赵洁莹《BFF》 - 潘裕文《针》 - 范玮琪《弹起来》 |